# Festiwal Pieśni Maryjnych im. bł. Jana Pawła II w Rumi
Festiwal Pieśni Maryjnych im. św. Jana Pawła II odbywa się corocznie od 2009 w kościele Podwyższenia Krzyża Świętego w Rumi.

## Cele festiwalu
- Upamiętnienie Jana Pawła II
- Propagowanie muzyki chóralnej wśród mieszkańców Rumi
- Przegląd twórczości amatorskiej w dziedzinie wokalnej
- Krzewienie kultury regionalnej (kaszubskiej)
- Utrwalanie i rejestracja wykonań koncertowych przybyłych chórów
- Wzajemna wymiana doświadczeń, kontaktów i osiągnięć artystycznych zespołów uczestniczących w Festiwalu

## Historia
W 2009 Zespół Śpiewaczy Św. Cecylia z Rumi wraz z Gminą Miasta Rumia zainicjował pierwszą edycję tegoż festiwalu.
Festiwale odbywały się:
- 24.05.2009
- 30.05.2010
- 29.05.2011
- 27.05.2012
- 02.06.2013

Trzecia odsłona festiwalu była szczególnie uroczysta w związku z trwającym w 2011 Rokiem Jubileuszowym związanym z 90-leciem konsekracji kościoła św. Krzyża.

## Organizatorzy
Organizatorami Festiwalu są:
- Urząd Miasta Rumi
- Miejski Dom Kultury w Rumi
- Parafia Podwyższenia Krzyża Świętego w Rumi
- Szkoła Podstawowa nr 1 im. Józefa Wybickiego w Rumi
- Zespół Śpiewaczy Św. Cecylia z Rumi

## Uczestnicy
Na Festiwal zapraszane są chóry z całej Archidiecezji gdańskiej. W roku 2011 wystąpiły następujące chóry:
- Chór „Rumianie” z Rumi
- Chór „Stella Fatima” z Gdańska
- Chór „Symfonia” z Gdyni
- Chór „Św. Jana” z Redy
- Chór „Św. Cecylii” z Rumi